# Israelischer Handballverband
Der Israelische Handballverband (hebräisch איגוד הכדוריד בישראל) organisiert den Handballsport in Israel. Der Verband betreibt die professionellen Ligen und die israelischen Nationalmannschaften.

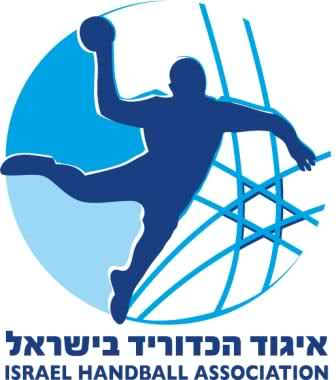
Logo

## Geschichte
Der Verband wurde 1956 gegründet. Er hat seinen Sitz in Tel Aviv.

## Nationalmannschaften
- Israelische Männer-Handballnationalmannschaft
- Israelische Frauen-Handballnationalmannschaft
- Israelische Männer-Feldhandballnationalmannschaft (bis 1960er Jahre)

## Wettbewerbe
- Ligat ha’Al
- Liga Leumit
- Liga Artzit